# Hoeve Genraai
Hoeve Genraai (soms ook gespeld als Genraay) is een monumentale 18e-eeuwse boerderij in bantuin 't Ven, in de Nederlandse plaats Venlo.
De boerderij is een zogenaamde gesloten boerderij, omgeven door linden. Het woongedeelte heeft een brede topgevel met vlechtwerken en twee ovale vensters. Verder heeft het bijbehorende erf twee hoekpijlers, waarvan een het jaartal 1725 draagt.
In een van de muren van de schuur is een 15de-eeuws hardstenen ‘kindskruis’ ingemetseld. Dit kruis is een rijksmonument.